# UVERworld 15&10 Anniversary Live
『UVERworld 15&10 Anniversary Live』（ウーバーワールド フィフティーン アンド テン アニバーサリー ライブ）は、UVERworldの11枚目のライブDVDである。2016年6月8日にgr8!records (SME)より発売された。同時に、Blu-ray Disc版も発売された。

## 概要
本作は、UVERworldが2015年9月に行った国立代々木競技場第一体育館でのワンマンライブのうち、9月3日の周年記念ライブと6日の女祭りのライブ映像を収録している。

## 仕様
完全限定生産盤
- 「UVERworld 15&10 Anniversary Live 2015.09.03」＋「UVERworld 15&10 Anniversary Live 2015.09.06 Queen's Party」2枚セット
- フォトブックレット付属

通常盤1
- 「UVERworld 15&10 Anniversary Live 2015.09.03」

通常盤2
- 「UVERworld 15&10 Anniversary Live 2015.09.06 Queen's Party」

## 収録曲

### Disc-1（通常盤1）
UVERworld 15&10 Anniversary Live 2015.09.03
1. Collide
2. 6つの風
3. 誰が言った
4. ENOUGH-1
5. NO.1
6. I LOVE THE WORLD
7. ace of ace
8. 7th Trigger
9. シャカビーチ～Laka Laka La～
10. LIMITLESS
11. 志 -kokorozashi-
12. 在るべき形
13. PRAYING RUN
14. Massive
15. ナノ・セカンド
16. Don't Think.Feel
17. 僕の言葉ではない これは僕達の言葉
18. 0̸ choir
19. 7日目の決意
20. 零HERE～SE～
21. IMPACT
22. MONDO PIECE

零HERE〜SE〜以降は彼等としては珍しくアンコールとして演奏されたが、これはTAKUYA∞がIMPACTをやるのを忘れてしまったからである(彼はメンバーの信人に指摘されるまで全く気付いていなかった。)。その後、お詫びとしてセットリストにはなかったMONDO PIECEが演奏された。

### Disc-2（通常盤2）
UVERworld 15&10 Anniversary Live 2015.09.06 Queen's Party
1. 7th Trigger
2. Burst
3. ナノ・セカンド
4. GOLD
5. ENOUGH-1
6. REVERSI
7. I LOVE THE WORLD
8. スパルタ
9. CHANCE!
10. ENERGY
11. CORE PRIDE
12. 在るべき形
13. PRAYING RUN
14. Massive
15. LIMITLESS
16. Collide
17. 零HERE～SE～
18. IMPACT
19. 僕の言葉ではない これは僕達の言葉
20. 0̸ choir
21. 7日目の決意

9曲目は元々浮世CROSSINGをやる予定だった。しかし演奏中に機材トラブルが発生したため、ステージ上での緊急ミーティングの結果、セットリストに組まれていなかったCHANCE!に変更された。